# Oreobates cruralis
Oreobates cruralis är en groddjursart som först beskrevs av George Albert Boulenger 1902.  Oreobates cruralis ingår i släktet Oreobates och familjen Strabomantidae. IUCN kategoriserar arten globalt som livskraftig. Inga underarter finns listade i Catalogue of Life.